# Międzychód Nowe Miasto
Międzychód Nowe Miasto – dawne miasto w obrębie współczesnego miasta Międzychód, uzyskało lokację miejską po 1590 roku, zdegradowane przed 1800 rokiem.